# Rio Galceru
O Rio Galceru é um rio da Romênia, afluente do Galda, localizado no distrito de Alba.